# JoakimFest
Le JoakimFest (en serbe cyrillique : ЈоакимФест) est un festival de théâtre qui se déroule à Kragujevac, en Serbie. Créé en 2004, il a comme vocation de présenter les meilleurs spectacles de théâtre de Serbie, sur des textes de dramaturges serbes. Le Knjaževsko-srpski teatar accueille régulièrement cette manifestation organisée par la direction du JoakimFest, avec le soutien de la Ville de Kragujevac.
Le nom de JoakimFest est un hommage à Joakim Vujić (1772-1847), traducteur, écrivain et dramaturge réputé, qui fut le premier directeur du Knjaževsko-srpski teatar en 1835.

## Récompenses
Le festival JoakimFest attribue les prix suivants :
| - Prix Joakim de la meilleure pièce, - Prix Joakim du metteur en scène, - Prix Joakim du texte ou de l'adaptation, - Prix Joakim des acteurs, - Prix Joakim de la scénographie, - Prix Joakim des costumes, - Prix Joakim de la musique, - Prix Joakim spécial, - Prix du public. |

## JoakimFest 2004
La 1re édition du JoakimFest a eu lieu du 7 au 15 mai. Ont participé au festival des théâtres de Niš, d'Užice, de Kraljevo et de Kragujevac.
- Théâtre Joakim Vujić de Kragujevac : Miloš Veliki de Maša Jeremić, mise en scène de Nebojša Bradić.
- Théâtre national de Kraljevo : Gospodin Foka de Gordan Mihić, mise en scène d'Aleksandra Kvačević.
- Théâtre national d'Užice : Pokojnik de Branislav Nušić, mise en scène de Dejan Pejčić Poljanski.
- Théâtre national d'Užice : Porfirogeneza de Đorđe Milosavljević, mise en scène de Đorđe Milosavljević.
- Théâtre Joakim Vujić de Kragujevac : Romeo et Juliette de William Shakespeare, mise en scène de Pierre Walter Politz.
- Théâtre national de Niš : Je li bilo knezeve vecere de Vida Ognjenović, mise en scène de Kokan Mladenović.

Programme d'accompagnement:
- Théâtre de Kruševac : Le Derviche et la Mort de Meša Selimović, mise en scène de Nebojša Bradić.

Le jury était composé des personnalités suivantes :
- Željko Jovanović, spécialiste du théâtre (président),
- Vanja Popović, costum designer,
- Adrijana Videnović, actrice,
- Marko Nikolić, acteur,
- Veljko Radović, écrivain.

Le prix de la meilleure pièce a été attribué à Porfirogeneza, écrite et mise en scène par Đorđe Milosavljević.

## JoakimFest 2005

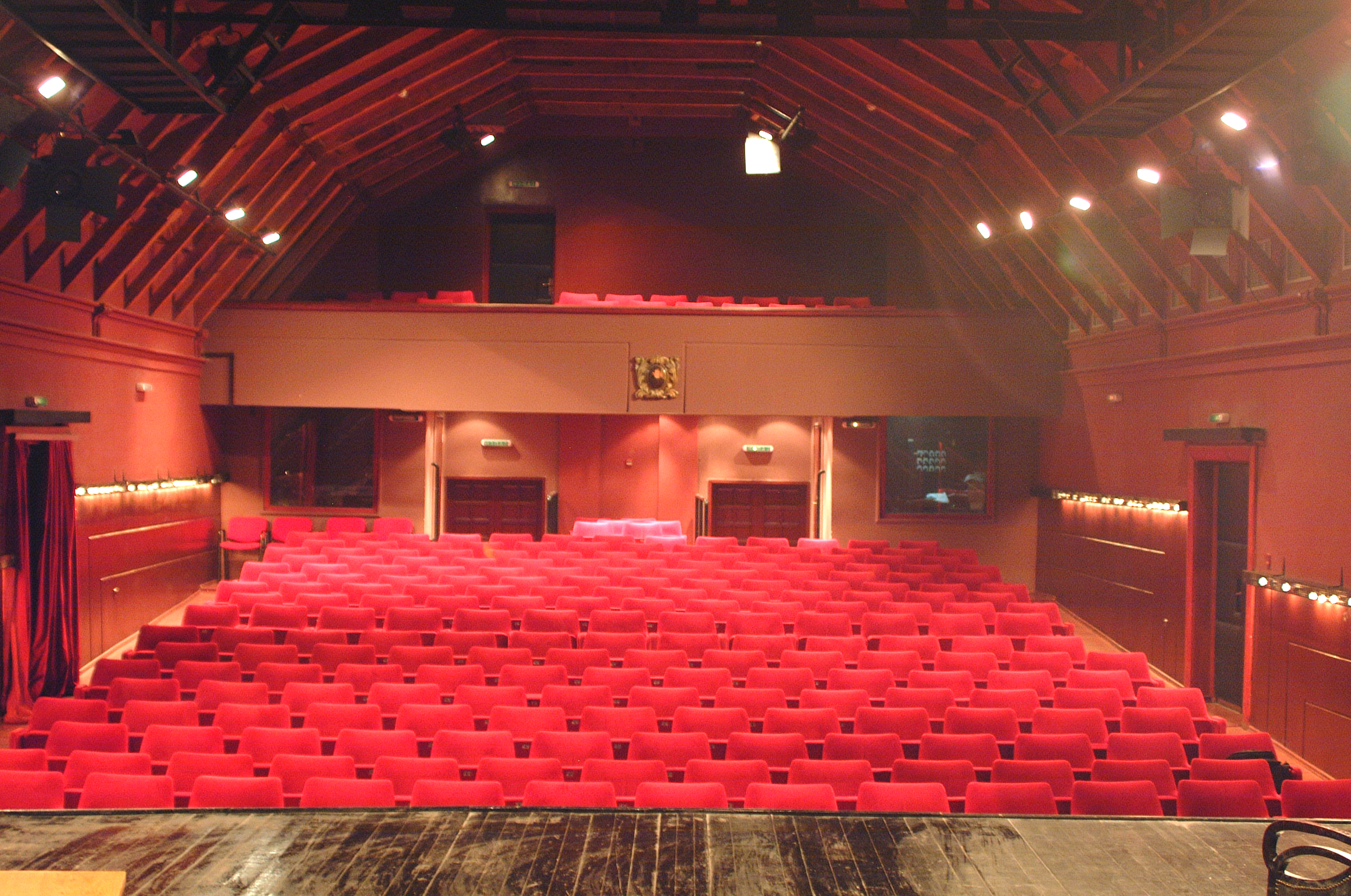
La salle Joakim Vujić

La 2e édition du JoakimFest a eu lieu du 7 au 15 mai. Ont participé au festival des théâtres de Kruševac, d'Užice, de Kraljevo, du Šabac, de Vranje, de Kruševac et de Kragujevac.
- Teatar Joakim Vujić de Kragujevac : Le Belvédère d'Ödön von Horváth, mise en scène de Dragan Jakovljević.
- Théâtre de Šabac : La Tempête de William Shakespeare, mise en scène de Jug Radivojević.
- Théâtre national d'Užice : Konkurs d'Aleksandar Galin, mise en scène de Katarina Petrović.
- Théâtre de Kraljevo : The duckling de Stela Fili, mise en scène d'Ana Tomović.
- Théâtre Bora Stanković de Vranje : Zona Zanfirova de Stevan Sremac, mise en scène de Filip Gajić.
- Théâtre de Kruševac : Svinjski otac d'Aleksandar Popović, mise en scène d'Egon Savin.

Programme d'accompagnement :
- Théâtre Joakim Vujić de Kragujevac : Roméo et Juliette de William Shakespeare, mise en scène de Pierre Walter Politz.

Le jury était composé des personnalités suivantes :
- Ljubivoje Tadić, acteur (président),
- Zeljko Hrubač, écrivain,
- Đorđe Marjanović, metteur en scène.

Le prix de la meilleure pièce a été attribué à Svinjski otac d'Aleksandar Popović.

## JoakimFest 2006

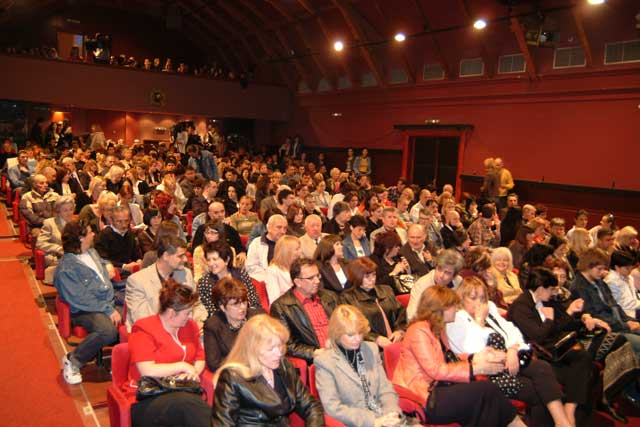
Le JoakimFest 2006

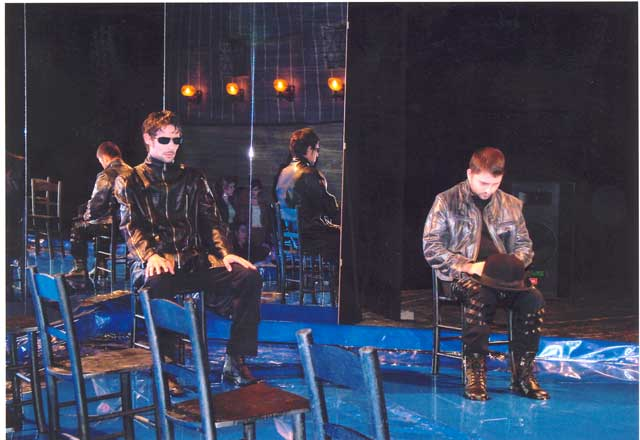
Dom Juan de Molière

La 3e édition du JoakimFest a eu lieu du 7 au 15 mai. Ont participé au festival des théâtres de Zaječar, d'Užice, de Niš, du Šabac, de Leskovac, de Kruševac et de Kragujevac.
- Théâtre Zoran Radmilović de Zaječar : Operacija D. O. S. de Mikhaïl Afanassievitch Bakounine, mise en scène de Vladimir Lazić.
- Théâtre national d'Užice : Atentat de Miloš Nikolić, mise en scène de Ljuboslav Majera.
- Théâtre national de Niš : Edmund Kin de Hadi Kurić, mise en scène d'Irfan Mensur.
- Théâtre de Šabac : Sabirni centar de Dušan Kovačević, mise en scène de Kokan Mladenović.
- Théâtre national de Leskovac : Dom Juan de J. B. P. Molière, mise en scène de Jug Radivojević.
- Théâtre de Kruševac : Zvezdana prasina de Dušan Kovačević, mise en scène de Vladimir Popadić.
- Théâtre Joakim Vujić de Kragujevac : Laža i paralaža de Jovan Sterija Popović, mise en scène de Dragan Jakovljević.

Le jury était composé des personnalités suivantes :
- Danica Maksimović, actrice (présidente),
- Tatjana Mandić Rigonat, metteur en scène,
- Milanka Berberović, costume designer.

Programme d'accompagnement :
- Théâtre national de Sombor : Paradoks de Nebojša Romčević, mise en scène d'Egon Savin.

Le prix de la meilleure pièce a été attribué au Dom Juan de Molière.

## JoakimFest 2007

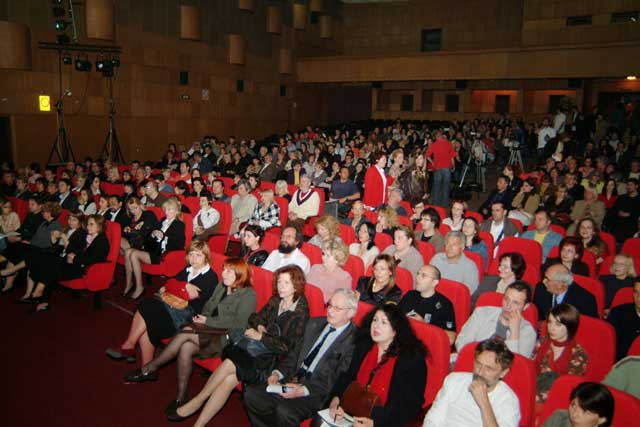
Le JoakimFest 2007

La 4e édition du JoakimFest a eu lieu du 7 au 15 mai. Ont participé au festival des théâtres de Belgrade, de Niš, de Banja Luka et de Kragujevac.
Les pièces et spectacles suivants étaient en compétition :
- Théâtre national de Niš : Švabica de Laza Lazarević, mise en scène de Miroslav Benka.
- Atelje 212 de Belgrade : Odumiranje de  Dušan Spasojević, mise en scène d'Egon Savin.
- Théâtre Zvezdara de Belgrade : Brod ljubavi de Nebojša Romčević, mise en scène de Darko Bajić.
- Théâtre dramatique de Belgrade : Transilvanija de Dragan Nikolić, mise en scène de Milan Karadžić.
- Théâtre national de la République serbe de Banja Luka : Madame la ministre (Gospođa ministarka) de Branislav Nušić, mise en scène de Milica Kralj.
- Théâtre sur Terazije de Belgrade : Heroji de Predrag Perišić, mise en scène de Slavenko Saletović.
- Knjaževsko-srpski teatar de Kragujevac : Migrations de Miloš Crnjanski, mise en scène de Pierre Walter Politz.

Programme d'accompagnement :
- Teatro di Rifredi, Florence : Ad Oriente di Goldoni d'Angelo Savelli, avec la participation du professeur Siro Ferrone.
- Teatrul Alexandru Davila de Piteşti (Roumanie) : Urnebesna tragedija de Dušan Kovačević, mise en scène de Dragan Jakovljević.

Le jury était composé des personnalités suivantes :
- Raško V. Jovanović, spécialiste du théâtre (président),
- Ivana Vujić, metteur en scène,
- Aleksandra Nikolić, actrice.

Le prix de la meilleure pièce a été attribué conjointement à Heroji, de Predrag Perišić et à Migrations de Miloš Crnjanski.

## JoakimFest 2008

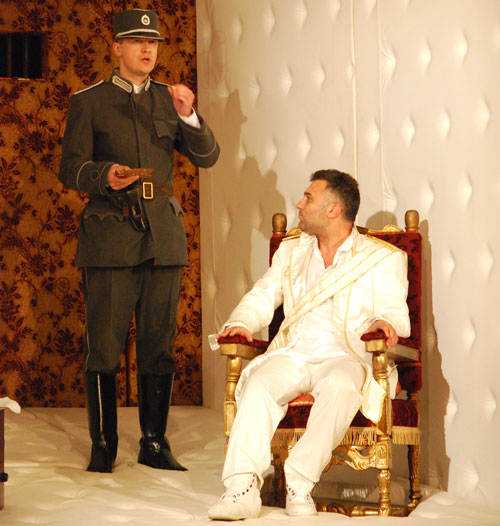
Odabrani i unisteni de I. Jovanović, D. Petković et M. Todorović

La 5e édition du JoakimFest a eu lieu du 7 au 15 mai. Ont participé au festival des théâtres de Belgrade, de Zrenjanin, de Kruševac, de Niš, de Novi Sad et de Kragujevac.
Les pièces et spectacles suivant étaient en compétition :
- Atelje 212 de Belgrade : Uloga moje porodice u svetskoj revoluciji de  Bora Ćosić, mise en scène de Dušan Jovanović.
- Théâtre national Toša Jovanović de Zrenjanin : Heroj Nacije d'Ivan M. Lalić, mise en scène d'Egon Savin.
- Théâtre de Kruševac : La Forteresse de  Meša Selimović, mise en scène de Nebojša Bradić.
- Théâtre national de Niš : Odabrani i uništeni d'Ivan Jovanović, Dejan Petković et Marjan Todorević , mise en scènde Kokan Mloadenović.
- Théâtre national serbe de Novi Sad : Ja ili neko drugi de Maja Pelević, mise en scène de Kokan Mladenović.
- Théâtre dramatique yougoslave de Belgrade : Tako je moralo biti de Branislav Nušić, mise en scène d'Egon Savin.
- Knjaževsko-srpski teatar de Kragujevac : Konak u Kragujevcu de Danko Popović, mise en scène de Vladimir Lazić.

Programme d'accompagnement :
- Théâtre national de Mostar : Vol au-dessus d'un nid de coucou de Ken Kesey, mise en scène d'Erol Kadić.
- Théâtre national de Bucarest : Sânziana şi Pepelea de Vasile Alecsandri, mise en scène de Dan Tudor.
- Théâtre national de Sarajevo : Rodoljupci de Jovan Sterija Popović, mise en scène de Gradimir Gojer.

Le jury était composé des personnalités suivantes :
- Snežana Nikšić, actrice,
- Vidosav Stevanović, écrivain,
- Aleksandra Nikolić, actrice.

Le prix de la meilleure pièce a été attribué à Odabrani i unisteni d'Ivan Jovanović, Dejan Petković et Marjan Todorović, dans une mise en scène de Kokan Mladenović, un spectacle du Théâtre national de Niš.

## JoakimFest 2009

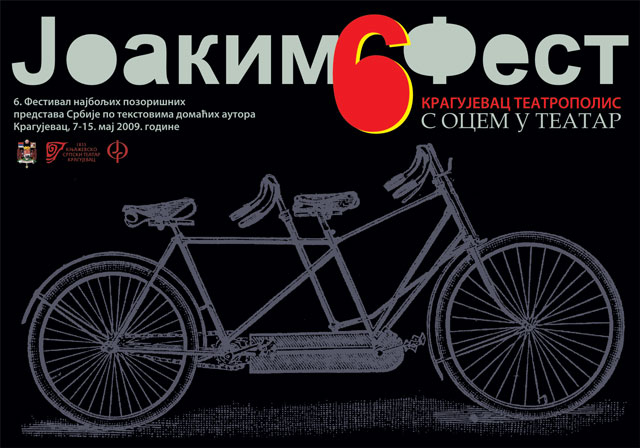
Affiche du JoakimFest.

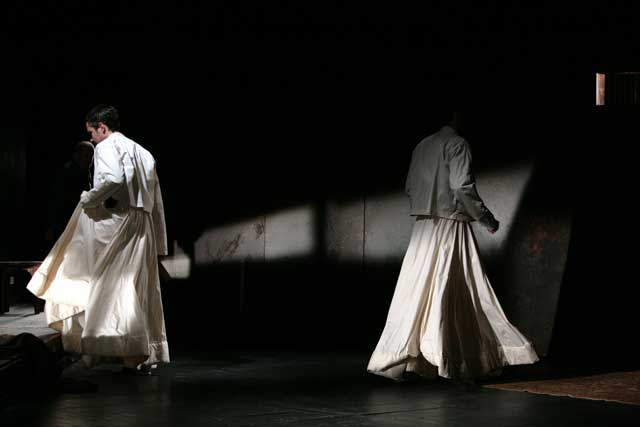
Le Derviche et la Mort.

La 6e édition du JoakimFest a eu lieu du 7 au 15 mai. Ont participé au festival des théâtres de Belgrade, de Novi Sad, de Kraljevo, de Banja Luka et de Kragujevac.
Les pièces et spectacles suivant étaient en compétition :
- Théâtre national serbe de Novi Sad : Bateau pour les nuls (Brod za lutke) de Milena Marković, mise en scène d'Ana Tomović.
- Atelje 212 de Belgrade : Traitement (Terapija) de Jordan Cvetanović, mise en scène de Goran Marković.
- Théâtre national de la République serbe de Banja Luka : Le Parlementaire (Narodni poslanik) de Branislav Nušić, mise en scène de Nikola Pejaković.
- Knjaževsko-srpski teatar de Kragujevac : Madame la ministre (Gospođa ministarka) de Branislav Nušić, mise en scène de Jovan Grujić.
- Théâtre de Kraljevo : Le Théâtre ambulant Šopalović (Putujuće pozorište Šopalović) de Ljubomir Simović, mise en scène de Nebojša Dugalić.
- Théâtre dramatique yougoslave de Belgrade : Švabica de Laza Lazarević, adaptation et mise en scène d'Ana Đorđević.
- Théâtre national de Belgrade : Le Derviche et la Mort (Derviš i smrt)  de Meša Selimović, mise en scène d'Egon Savin.
- Théâtre Zvezdara de Belgrade Generalna proba samoubistva de Dušan Kovačević, mise en scène de Dušan Kovačević.

Programme d'accompagnement :
- Knjaževsko-srpski teatar de Kragujevac : Journal d'un fou de Nicolas Gogol.

Le jury était composé des personnalités suivantes :
- Dušan Spasojević, écrivain (président),
- Đurđa Tešić, metteur en scène,
- Snežana Kovačević, costume designer.

Le prix de la meilleure pièce a été attribué au Derviche et la Mort.

## JoakimFest 2010
La 7e édition du JoakimFest a eu lieu du 7 au 15 mai. Ont participé au festival des théâtres de Belgrade, Subotica, Inđija, Vršac, Niš  et Kragujevac.
Les pièces et spectacles suivant étaient en compétition :
- Théâtre national de Subotica : Banovic Strahinja de Borislav Mihajlović Mihiz, mise en scène d'Urban Andraš.
- Centre culturel d'Inđija : Hipertenzija de Svetislav Basara, mise en scène par l'auteur.
- Théâtre national Sterija de Vršac : Elektra de Danilo Kiš, mise en scène de Boro Drašković.
- Knjazevsko-srpski teatar de Kragujevac : Kontumac de Đorđe Milosavljević, mise en scène de Žanko Tomić.
- Théâtre national de Niš : Gospođa ministarka de Branislav Nušić, mise en scène de Dušan Jovanović.
- Théâtre national de Belgrade : Pokojnik de Branislav Nušić, mise en scène d'Egon Savin.
- Théâtre dramatique de Belgrade : Mesec u plamenu de Sanja Domazet, mise en scène de Stefan Sablić.
- Théâtre Boško Buha de Belgrade : Igra u tami de Đorđe Milosavljević, mise en scène de Jug Radivojević.

Programme d'accompagnement :
- Théâtre national d'Užice : Crvenkapa d'Aleksandar Popović, mise en scène de Milan Nešković.
- Monologue dramatique : Kad su cvetale tikve de Dragoslav Mihailović, avec Mirko Babić.

Le jury était composé des personnalités suivantes :
- Dragana Bošković, théâtrologue (présidente),
- Anđelka Nikolić, metteur en scène,
- Mirko Demić, écrivain.

Le prix de la meilleure pièce a été attribué à Banovic Strahinja.